# Продейнодон
Продейнодон (лат. Prodeinodon; «до дейнодона») — сомнительный род динозавров-теропод, окаменелые остатки которого были найдены в отложениях раннего мела (барремского — аптского ярусов) формации Xinlong в бассейне Напай в Китае и из формации Öösh в Монголии. Два вида были официально описаны (третий вид назван неофициально), все три известны только по фрагментам зубов, не имеющим диагностических признаков, что затрудняет их классификацию, хотя они могут принадлежать карнозаврам. По крайней мере, некоторые из упомянутых видов могут представлять собой базальных кархародонтозаврид, похожих на акрокантозавра.
Типовой вид, P. mongoliense, был описан Генри Осборном в 1924 году. Второй вид, P. kwangshiensis, был назван в 1975 году. «P. tibetensis» не был официально описан и, возможно, относился к отдельному роду.

## Виды
- P.  mongoliense, известен по единственному зубу, найденному примерно в 1923 году и описанному Генри Осборном в статье 1924 года, где он также описал несколько других теропод и завропод, обнаруженных в Монголии. Голотипом P. mongoliense и всего рода является AMNH 6265 — единственный зуб, найденный в формации Öösh, Монголия[4]. Некоторые учёные считают, что P. mongoliense был карнозавром[7].
- P. kwangshiensis, известен по четырём неполным зубам и большеберцовой кости, найденным в формации Xinlong, Китай. Его можно с уверенностью отнести к тероподам, но, вероятно, эти остатки принадлежали животному из группы, отличной от P. mongoliense. Возможно, P. kwangshiensis был кархародонтозавридом[3].
- «P. tibetensis» — nomen nudum, информация о котором была кратко упомянута в единственной работе, опубликованной в 1986 году. Известен по единственному позвонку, найденному в геттангских слоях раннеюрских отложений группы Дайе (Daye Group) в Тибестком автономном округе (Китае). Этот вид, вероятно, был тероподом, но, скорее всего, не соотносится ни с P.  mongoliense, ни с P. kwangshiensis, и, возможно, представляет собственный, совершенно отдельный род[8].